# Neurotoca
Neurotoca is een geslacht van vlinders van de familie spanners (Geometridae), uit de onderfamilie Geometrinae.

## Soorten
- N. endorhoda Hampson, 1910
- N. notata Warren, 1897